# Болевик
Болевик (њем. Bollewick) општина је у њемачкој савезној држави Мекленбург-Западна Померанија. Једно је од 60 општинских средишта округа Мириц. Према процјени из 2010. у општини је живјело 665 становника. Посједује регионалну шифру (AGS) 13056007.

## Географски и демографски подаци
Болевик се налази у савезној држави Мекленбург-Западна Померанија у округу Мириц. Општина се налази на надморској висини од 86 метара. Површина општине износи 26,7 km². У самом мјесту је, према процјени из 2010. године, живјело 665 становника. Просјечна густина становништва износи 25 становника/km².